# (37992) 1998 KP6
1998 KP6 (asteroide 37992) é um asteroide da cintura principal. Possui uma excentricidade de 0.08452180 e uma inclinação de 7.28370º.
Este asteroide foi descoberto no dia 22 de maio de 1998 por LONEOS em Anderson Mesa.